# Naumaquia

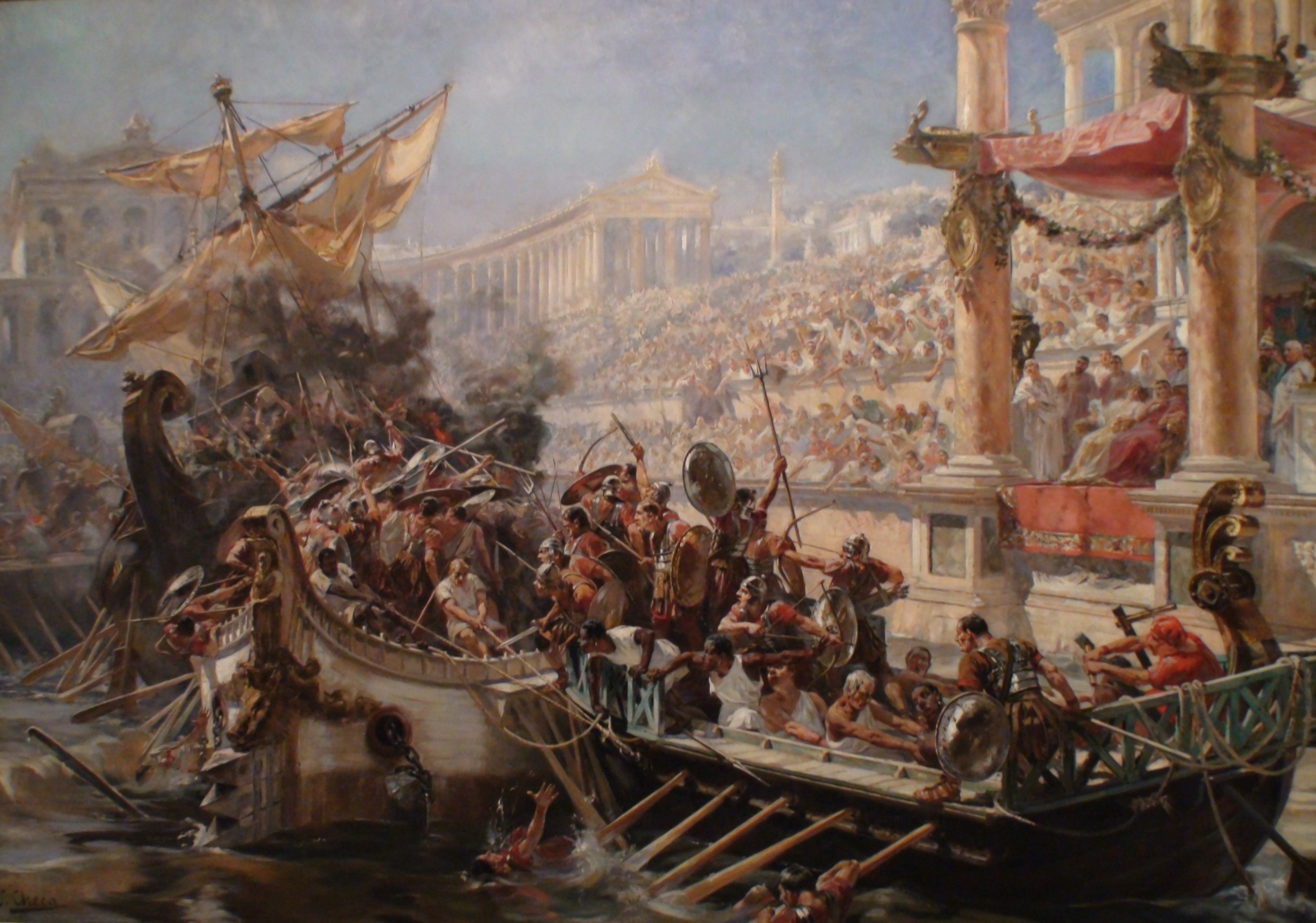
Naumachia (detalhe): recriação imaginativa de Ulpiano Checa, exibida pela primeira vez em 1894.

A palavra naumaquia, (em latim naumachia, do grego antigo ναυμαχία/naumakía, literalmente «combate naval») designava simultaneamente na Roma Antiga tanto o espectáculo no qual se representava uma batalha naval como a piscina, ou o edifício, onde esta era encenada. 

## Naumaquias romanas
A primeira naumaquia conhecida foi oferecida por Júlio César ao povo de Roma em 46 a.C., durante a celebração do seu quádruplo triunfo. Depois de ter feito construir uma piscina perto do rio Tibre, capaz de albergar autênticas birremes, trirremes e quadrirremes, a representação mobilizou 2 000 combatentes e 4 000 remadores, recrutados entre os prisioneiros de guerra. Em 2 a.C., durante a inauguração do templo de Marte Ultor, Augusto inaugurou a Naumaquia de Augusto, que teve como modelo a celebrada por César. Como o próprio Augusto recorda em Res Gestæ (§ 23), fez construir na margem direita do Tibre uma piscina, utilizando o aqueduto Água Alsietina, na qual se enfrentaram 3 000 homens (sem contar os remadores), 30 navios dotados de espigão e numerosas unidades menores.
Cláudio organizou em 52 d.C. uma naumaquia numa vasta extensão natural de água, o lago Fucino, para inaugurar os trabalhos de drenagem do mesmo. Os lutadores eram condenados à morte. Graças a Suetónio e à sua obra Vidas dos Doze Césares (Cláudio, XXI, 1214), sabemos que os naumaquiários (os combatentes nas naumaquias), saudaram o imperador antes do combate com uma frase que posteriormente se tornaria famosa: Morituri te salutant ("Os que vão morrer te saúdam"). Embora uma tradição errónea tenha feito considerar que esta era a fórmula ritual com a qual os gladiadores se dirigiam ao imperador antes do combate, apenas se tem constância do seu uso durante a celebração desta naumaquia. 
Tácito dá uma descrição do espectáculo que ali se pôde ver:
| “ | Na mesma época, depois de cortar o monte que há entre o lago Fucino e o rio Liris, e a fim de que uma obra tão colossal pudesse ser visitada pelas massas, organiza-se uma batalha naval no mesmo lago, tal como noutro tempo havia feito Augusto por ocasião da construção de um lago do outro lado do Tibre, embora com navios ligeiros e uma tropa menos numerosa. Cláudio armou trirremes e quadrirremes e também dezanove mil homens; tinha feito rodear o perímetro do lago com balsas para que não houvesse escapatória alguma, mas, isso sim, delimitando um espaço para as manobras dos remos, as artes dos pilotos, os ataques dos navios e as demais acções próprias de combate. Nas balsas tinham-se colocado manípulos e esquadrões das coortes pretorianas e na parte dianteira montado umas plataformas para disparar desde elas as catapultas e balestas. O resto do lago o ocupavam os marinheiros em navios cobertos. Uma multidão inumerável encheu as ribeiras, as colinas e as partes elevadas dos montes, como se de um teatro se tratasse; uns procediam dos municípios próximos e outros da Cidade mesma, levados pela mera curiosidade ou por honrar o príncipe. Este, vestido com um manto apelativo, e a seu lado Agripina, com uma clâmide dourada, ocuparam a presidência. Lutou-se, apesar de ser entre malfeitores, com um espírito próprio de valentes guerreiros e, após muitas feridas, perdou-se-lhes a vida. | ” |

## Naumaquias pós-romanas
No período pós-romano alguns monarcas como Henrique II de França encenaram naumaquias como divertimento e celebração de grandes feitos militares.